# The Resurrection of Gavin Stone
Pour plus de détails, voir Fiche technique et Distribution.
The Resurrection of Gavin Stone est un film américain réalisé par Dallas Jenkins, sorti en 2017.

## Synopsis
Gavin Stone, ex-enfant star, doit faire des travaux d'intérêt général dans une megachurch. Prétendant être chrétien, il obtient le rôle de Jésus dans la production de leur spectacle annuel de la Passion du Christ.

## Fiche technique
- Titre : The Resurrection of Gavin Stone
- Réalisation : Dallas Jenkins
- Scénario : Andrea Gyertson Nasfell
- Musique : Jeehun Hwang
- Photographie : Lyn Moncrief
- Montage : Kenneth Marsten
- Production : Fred Adams et Michael J. Luisi
- Société de production : Power in Faith, Vertical Church Films, WWE Studios et Walden Media
- Société de distribution : BH Tilt (États-Unis)
- Pays :  États-Unis
- Genre : Comédie dramatique, comédie romantique
- Durée : 91 minutes
- Dates de sortie : 
  - États-Unis : 20 janvier 2017

## Distribution
- Brett Dalton : Gavin Stone
- Anjelah Johnson-Reyes : Kelly Richardson
- Neil Flynn : Waylon Stone
- D. B. Sweeney : Pastor Allan Richardson
- Shawn Michaels : Doug
- Patrick Gagnon : Anthony Mathias Roundstone
- Tim Frank : John Mark
- Tara Rios : Charlotte
- William Matthews : Charles
- Mary Thornton : Pat Liosi
- Kirk B. R. Woller : Jack Roth
- Christopher Maleki : Mike Meara
- Daniel Jeffrey Donaldson : Gavin Stone enfant
- Sam Jenkins : Gavin Stone ado
- Elle Jenkins : Rachel
- Allie Long : Nikki Boyer

## Accueil

### Critiques
Sur Metacritic, le film a obtenu une moyenne de 36 sur 100 de la presse .
Sur Rotten Tomatoes, le film a obtenu une moyenne de 54% de la presse et de 84% de l’audience.